# Евфимий (Счастнев)
Епископ Евфимий (в миру Феодор Дормидонтович Счастнев; февраль 1839, Илёвский Завод, Ардатовский уезд, Нижегородская губерния — 9 января 1913) — епископ Русской православной церкви, епископ Енисейский и Красноярский.

## Биография
Родился в феврале 1839 года, сын священника села Илевского Завода, Ардатовского уезда Нижегородской губернии.
В 1858 году окончил Нижегородскую духовную семинарию со званием студента семинарии.
5 марта 1860 году рукоположён во священника к Вознесенской церкви села Терюшева Нижегородского уезда, где и прослужил тридцать три с половиной года. Ревнуя о просвещении паствы, на втором же году священства открыл в собственном доме народную школу, в которой в течение десяти лет, пока не открылась на селе школа, сам состоял учителем и законоучителем. В 1875 году лишился супруги, оставившей на его руках трехлётнего сына, и, будучи вдовым, ещё восемнадцать лет священствовал. В 1892 году был возведён в сан протоиерея за своё ревностное служение.
В 1893 году по предложению тогдашнего архиепископа Нижегородского Владимира (Никольского) принял монашество с именем Евфимий и был зачислен в число братии Арзамасского Спасо-Преображенского монастыря с назначением настоятелем этого монастыря и возведён в сан архимандрита.
23 июня 1895 года он был вызван в Санкт-Петербург на чреду священнослужения и проповеди слова Божия.
17 ноября 1896 года хиротонисан во епископа Новгород-Северского, викария Черниговской епархии. В январе 1897 года утверждён в должности председателя Черниговского епархиального училищного совета.
С 28 октября 1898 года — епископ Енисейский и Красноярский.
Положил много трудов по устроению епархии. За время своего святительства Енисейская епархия открыл много приходов, строились храмы. Его трудами и стараниями устроен епархиальный свечной завод, почти вдвое увеличено число церковно-приходских школ, расширено миссионерское дело, учреждён институт противосектантских и противораскольнических миссионеров, предпринято много других мер, способствующих делу развития церковно-приходской жизни. 11 июня 1900 года владыка Евфимий освятил место закладки здания Красноярской духовной семинарии, возведённого в начале XX века. При духовной семинарии была открыта образцовая трёхклассная школа для мальчиков. В 1904 году при семинарии была построена и освящена домовая церковь во имя архистратига Михаила. Для преподавания в семинарии были приглашены имевшие степень кандидата богословия выпускники Киевской, Московской, Казанской и Санкт-Петербургской духовных академий. Евфимий инициировал сбор средств для раненых и увечных воинов, пострадавших во время Китайского похода 1900 года и Русско-японской войны 1904—1905 годов. Лазарет для раненых находился в помещении семинарии. Для обеспечения осиротевших детей офицеров и нижних чинов были учреждены 3 стипендии в епархиальном училище, 7 — в Красноярском духовном училище, 20 — в церковно-приходских школах. Были приняты на воспитание в монастыри дети дошкольного возраста, потерявшие кормильцев.
В 1906 году не утвердил предложения обновленческого характера, принятые экстренным епархиальным съездом духовенства, указав, что «изменения с церковной обрядностью не только не послужат пользе Православной Церкви, но, скорее всего, послужат поводом для простого народа к совращению в ереси и расколы». В 1912 году по ходатайству епископа Евфимия началось выделение ассигнований на миссионерскую деятельность (по 6400 рублей ежегодно). 12 марта 1912 года было учреждено епархиальное историко-археологическое общество, одним из главных деяний которого стало издание в 1916 году «Краткого описания приходов Енисейской епархии».
В 1910 году ослеп.
Скончался 9 января 1913 года в Красноярске. Погребён в кафедральном Богородице-Рождественском соборе Красноярска. В советское время останки преосвященного были выставлены в краеведческом музее и позднее сожжены в музейной кочегарке.